# Luana Ribeiro
Luana Matilde Ribeiro Lima (Goiânia, Goiás, 19 de junho de 1978) é uma política brasileira, filiada ao Partido Social Democrático (PSD). É deputada estadual pelo Tocantins.
Foi a primeira mulher a presidir a Assembleia Legislativa do Tocantins em 30 anos, e eleita pela quarta vez a uma vaga na Assembleia Legislativa, entre os mais bem votados. É filha do ex-senador João Ribeiro.